# Martin Wood (regisseur)

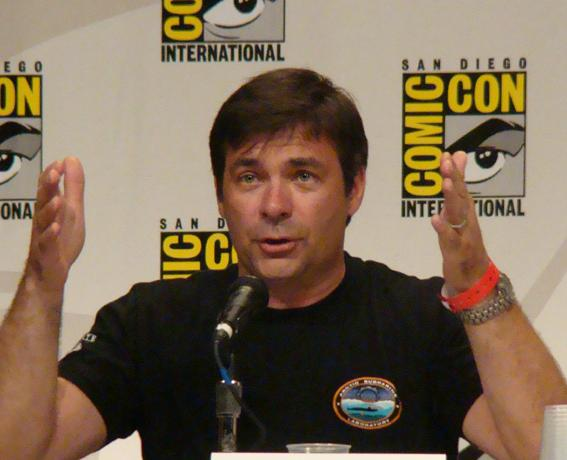
Martin Wood in 2007

Martin Wood is een Canadees regisseur van televisieprogramma's sinds het begin van de jaren negentig.
Hij legt zich vooral toe op sciencefiction, en regisseerde onder andere een groot aantal afleveringen van Stargate Atlantis, 46 afleveringen van Stargate SG-1, en een klein aantal van The Invisible Man en Earth: Final Conflict.
Ook werkte hij mee aan twee specials over wiegendood en is coauteur van de internet-gebaseerde televisieserie Sanctuary, (met acteurs Amanda Tapping and Christopher Heyerdahl).
Als acteur debuteerde hij in de 200e aflevering van Stargate SG-1, in de rol van regisseur van de SG-1 parodie Wormhole X-Treme.